# كأس تونس للكرة الطائرة للرجال 2006–07
كأس تونس للكرة الطائرة للرجال 2006-2007 هو الموسم رقم 51 من كأس تونس للكرة الطائرة للرجال.

فاز بهذا الموسم الترجي الرياضي التونسي.

## روابط خارجية
- الموقع الرسمي للجامعة التونسية للكرة الطائرة.